# Anoecia caricis
Anoecia caricis är en insektsart som beskrevs av Theodore Pergande och Alexandre Mordvilko 1935. Anoecia caricis ingår i släktet Anoecia och familjen långrörsbladlöss. Inga underarter finns listade i Catalogue of Life.